# 芹川有吾
芹川 有吾（せりかわ ゆうご、1931年6月26日 - 2000年10月4日）は、日本のアニメーション演出家、脚本家、映画監督である。東京都小石川区水道町出身。ペンネームに、浜田 稔、山中 肇、金子 健がある。父は、東京シネマ商会会長の芹川政一。

## 概要
映画人の家庭に育ち、新東宝では、助監督として並木鏡太郎、中川信夫に師事した。渡辺邦男の早撮りの技術も勉強になったという。ウォルト・ディズニーの『バンビ』でアニメーションに魅了され、『白蛇伝』を見て制作した東映動画（現・東映アニメーション）へ入社。初監督作品『わんぱく王子の大蛇退治』は、内容的な評価も高く、それまでの東映動画になかった本格的な演出を持ち込み、監督という職制を確立した歴史的作品である。以後、テレビアニメ時代になってからも、東映動画の中心的演出家として、劇場版からテレビアニメまで担当し、ロボットアニメから少女もの、ギャグものまで職人演出家として幅広いジャンルを手がけた。また、自身が飛行機マニアということもあり、空撮映像にもこだわりを見せている。『魔法使いサリー』の2作目を最後に、1991年6月に東映動画を定年退職。その後はフリーで活動した。

## 年譜
- 1950年 - 独協高等学校卒業。
- 1954年 - 早稲田大学第一文学部ドイツ文学科卒業。
- 1954年4月1日 - 新東宝企画文芸部に入社。
- 1956年4月1日 - 新東宝助監督部に移勤。
- 1959年4月1日 - 東映動画（現・東映アニメーション）製作部に演出助手として入社。
- 1962年4月1日 - 東映動画のアニメーション映画監督となる。
- 1991年6月20日 - 東映動画を定年退職。
- 2000年10月4日 - 脳梗塞のため死去。

## 作品歴

### テレビアニメ
- 1963年11月25日 - 1965年7月12日 - 狼少年ケン：演出[2]
- 1966年12月5日 - 1968年12月30日 - 魔法使いサリー：演出
- 1967年7月3日 - 1967年9月18日 - ピュンピュン丸：脚本、演出
- 1967年10月7日 - 1968年9月25日 - おらぁグズラだど：演出
- 1968年4月5日 - 1968年9月27日 - サイボーグ009：演出[3]
- 1969年4月4日 - 1970年12月25日 - もーれつア太郎：演出
- 1970年4月7日 - 1971年12月28日 - 昆虫物語 みなしごハッチ：演出
- 1970年11月2日 - 1971年9月27日 - 魔法のマコちゃん：演出
- 1971年10月4日 - 1972年3月27日 - さるとびエッちゃん：演出
- 1972年12月3日 - 1974年9月1日 - マジンガーZ：演出[4]
- 1974年4月1日 - 1975年9月29日 - 魔女っ子メグちゃん：演出
- 1974年10月15日 - 1975年9月30日 - カリメロ：監督・演出
- 1976年4月2日 - 1976年9月17日 - マシンハヤブサ：演出
- 1976年10月1日 - 1979年2月2日 - キャンディ・キャンディ：演出
- 1977年3月6日 - 1978年3月26日 - 惑星ロボ ダンガードA：演出
- 1978年4月2日 - 1979年8月26日 - SF西遊記スタージンガー：監督主任
- 1978年9月14日 - 1981年3月26日 - 銀河鉄道999：演出
- 1980年5月3日 - 若草物語：演出
- 1981年7月27日 - 恐怖伝説 怪奇!フランケンシュタイン：監督主任
- 1981年10月17日 - 1982年5月1日 - ハニーハニーのすてきな冒険：演出
- 1982年4月8日 - 1983年5月13日 - パタリロ!：演出
- 1982年10月6日 - 少年宮本武蔵 わんぱく二刀流:監督主任
- 1983年3月1日 - 1984年1月24日 - 愛してナイト：演出
- 1984年2月7日 - 1985年2月26日 - ウイングマン：演出
- 1985年8月24日 - 三つ目がとおる：監督主任
- 1985年10月12日 - 1988年2月6日 - ゲゲゲの鬼太郎 第3作：演出
- 1986年4月7日 - 1986年9月22日 - 銀牙 -流れ星 銀-：演出
- 1986年4月13日 - 1986年11月23日 - 剛Q超児イッキマン：演出
- 1987年10月21日 - 1988年3月23日 - レディレディ!!：演出
- 1988年2月8日 - 1988年3月21日 - ゲゲゲの鬼太郎 地獄編：演出
- 1988年5月12日 - 1989年1月26日 - ハロー!レディリン：演出
- 1989年10月9日 - 1991年9月23日 - 魔法使いサリー：演出
- 1991年1月28日 - 1992年4月3日 - おばけのホーリー：絵コンテ
- 1992年4月6日 - 1993年3月19日 - チロリン村物語：絵コンテ
- 1993年4月5日 - 1994年1月27日 - 恐竜惑星：絵コンテ
- 1997年4月2日 - 1997年9月24日 - スーパーフィッシング グランダー武蔵：絵コンテ

### OVA
- 1990年2月5日 - 左のオクロック!!：脚本・監修

### アニメ映画
- 1961年7月19日 - 安寿と厨子王丸：演出補佐（クレジット上は演出）
- 1963年3月24日 - わんぱく王子の大蛇退治：脚本、監督
- 1966年7月21日 - サイボーグ009：脚本、監督
- 1967年3月19日 - サイボーグ009 怪獣戦争：脚本、監督
- 1970年3月17日 - ちびっ子レミと名犬カピ：監督
- 1972年7月16日 - 魔犬ライナー0011変身せよ!：脚本
- 1973年3月17日 - パンダの大冒険：監督
- 1975年7月26日 - 宇宙円盤大戦争：監督
- 1978年3月18日 - 世界名作童話 おやゆび姫：監督
- 1983年8月1日 - お月さまと王女：監督
- 1985年12月21日 - 雪国の王子さま：脚本
- 1986年7月12日 - ゲゲゲの鬼太郎 最強妖怪軍団!日本上陸!!：監督

### その他
- 1979年2月 - 1983年2月- 世界名作童話 まんがシリーズ：演出、監修[5]

## 参考資料
- 黒井和男『日本映画・テレビ監督全集』キネマ旬報社、1988年12月、222 - 223頁。ISBN 4-873760-33-X。
- 『映像メディア作家人名事典』日外アソシエーツ、1991年11月12日、328頁。ISBN 4-816911-11-1。
- 『日本映画人名事典・監督篇』キネマ旬報社、1997年11月25日、457 - 458頁。ISBN 4-873762-08-1。
- たるかす『魔女っ子大全集 東映動画篇』バンダイ、1993年、p143
- 赤星政尚、月村了衛、山本元樹「ロボットアニメ殿堂入りスタッフ紳士録」『不滅のスーパーロボット大全 マジンガーZからトランスフォーマー、ガンダムWまで徹底大研究』二見書房、1998年、p131
- 赤星政尚「東映動画の研究」『図説テレビアニメ全書』御園まこと編著、原書房、1999年、p216
- 「アニメーション座談会 根性ある人は150本すべてみなさい!」『世界と日本のアニメーションベスト150』ふゅーじょんぷろだくと編、ふゅーじょんぷろだくと、2003年、p81
- 大塚康生、森遊机『大塚康生インタビュー アニメーション縦横無尽』実業之日本社、2006年、p245
- 東映長編研究 第1回「芹川有吾 懐かしき日のアニメ生活雑談（前編）」 WEBアニメスタイル